# باك هيل
باك هيل (بالإنجليزية: Buck Hill)‏ هو عازف جاز أمريكي، ولد في 13 فبراير 1927 في واشنطن العاصمة في الولايات المتحدة، وتوفي في 20 مارس 2017 في غرينبيلت في الولايات المتحدة.

## وصلات خارجية
- باك هيل على موقع IMDb (الإنجليزية)
- باك هيل على موقع ميوزك برينز (الإنجليزية)
- باك هيل على موقع أول ميوزيك (الإنجليزية)
- باك هيل على موقع ديسكوغز (الإنجليزية)